# パークフィールドみさと
パークフィールドみさとは、埼玉県三郷市さつき平にある大規模分譲住宅地。民間資本によって開発されたニュータウンである。

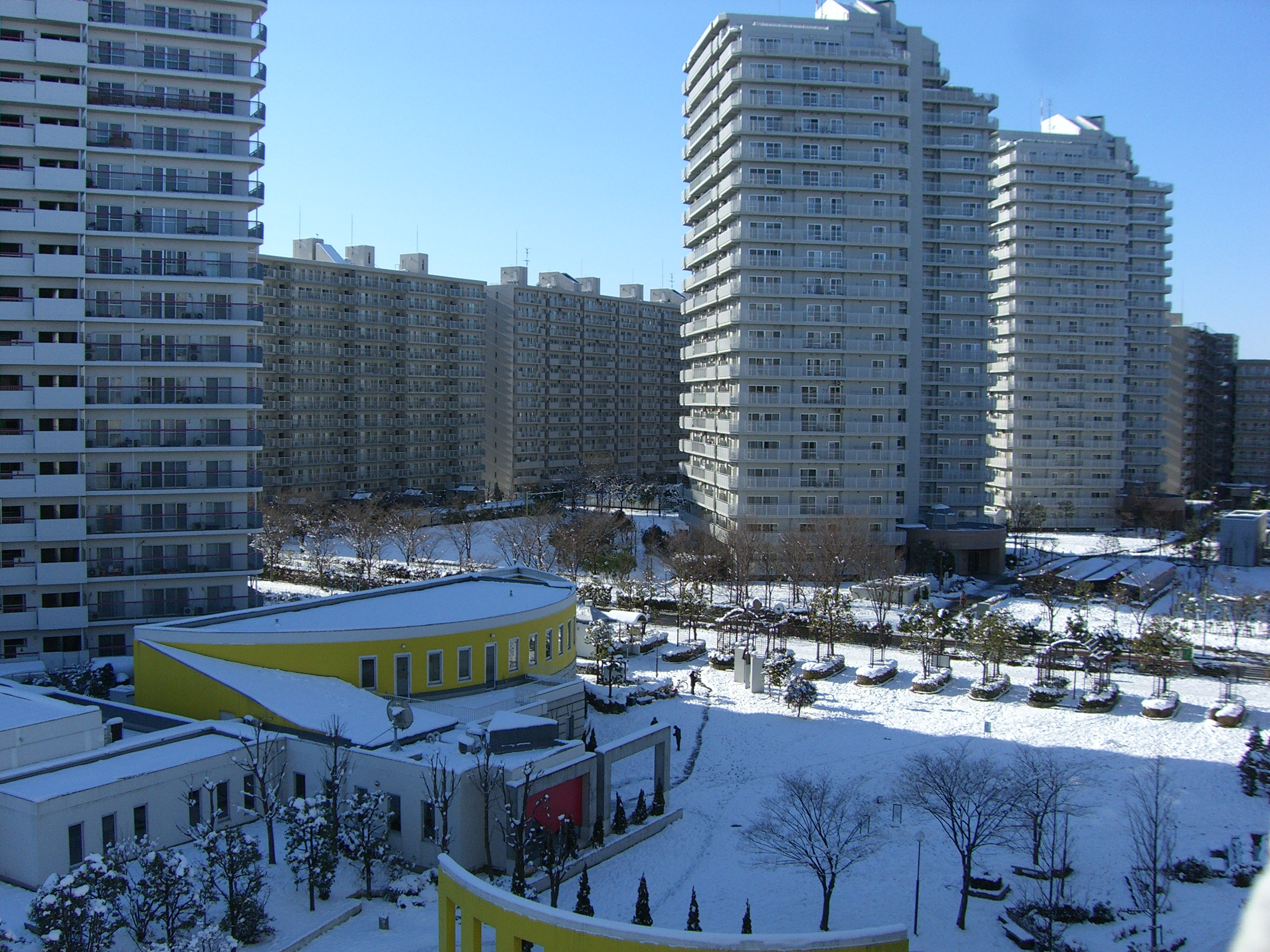
雪化粧のクラブハウス周辺　2006年1月22日撮影

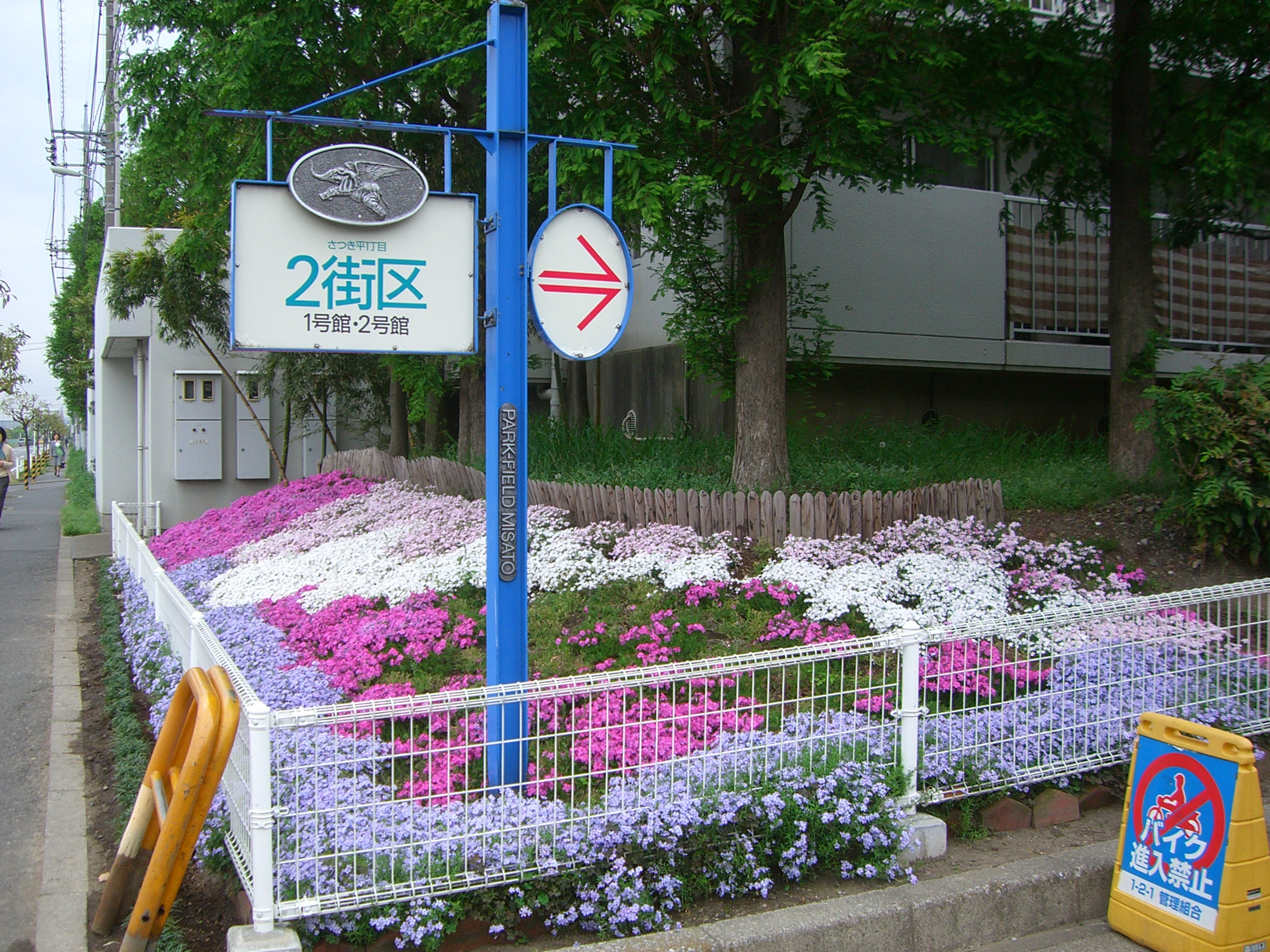
2街区1号館東側斜面の芝桜

## 概要
公団みさと団地の南側に隣接しており、中高層マンションが林立する。地区内の大半が第一種中高層住居専用地域に指定されている。
東街区（さつき平一丁目1～6街区）とテラウエスト（二丁目1～6街区）に分かれており、株式会社小松原研修事業団（1995年8月倒産）により東街区が、株式会社リクルートコスモス（現：株式会社コスモスイニシア）によりテラウエストが建設された。
1988年（昭和63年）12月よりパークフィールドみさと2街区1号館より順次入居開始。分譲当初はバブル景気で、東京都心に近接した住宅地でありながら周辺地域に20階を超える超高層マンションがなかったため、新築で億ションとなる物件も多く存在した。
総住宅戸数は、東街区1,266戸、テラウエスト1,477戸の合計2,713戸であり、ピーク時約9,000人規模の住宅地である。

## 街区
新三郷駅に最も近接するC街区は商業施設「MEGAドン・キホーテ三郷店」がある。分譲マンションはすべてA街区に指定されており、東街区に8棟、テラウエストに9棟建築されている。
| 地区  | 土地利用                                     | 面積     | 用途地域                 | 竣工年          |
| ----- | -------------------------------------------- | -------- | ------------------------ | --------------- |
| A地区 | パークフィールドみさと                       | 約14.5ha | 第一種中高層住居専用地域 | 1987年 - 1991年 |
| B地区 | 三郷市立瑞木小学校                           | 約4.2ha  | 第一種中高層住居専用地域 | 1991年          |
| C地区 | MEGAドン・キホーテ三郷店、フィットネスクラブ | 約2.2ha  | 近隣商業地域             | 1991年          |
| D地区 | 駐車場                                       | 約1.2ha  | 近隣商業地域             |                 |
| E地区 | パインハイツ                                 | 約0.1ha  | 第一種中高層住居専用地域 |                 |
| F地区 | 戸建住宅                                     | 約0.2ha  | 第一種中高層住居専用地域 |                 |

## 沿革
- 1987年（昭和62年）
  - 2月 - パークフィールドみさと2街区1号館、2号館竣工。
  - 7月 - パークフィールドみさと3街区1号館竣工。
  - 12月 - パークフィールドみさと4街区1号館竣工。
- 1988年（昭和63年）7月 - パークフィールドみさと5街区1号館竣工。
- 1989年（平成元年）
  - 2月 - パークフィールドみさと5街区2号館竣工。
  - 3月 - パークフィールドみさと3街区2号館、4街区2号館竣工。
- 1990年（平成2年）
  - 2月 - パークフィールドみさとテラウエスト5街区1号館、5街区2号館竣工。
  - 3月 - パークフィールドみさとテラウエスト2街区1号館竣工。
  - 7月 - パークフィールドみさとテラウエスト2街区2号館竣工。
  - 12月21日 - 三郷市がさつき平地区地区計画（約22.4ha）を告示[3]。三郷市で初めての地区計画となる。
- 1991年（平成3年）
  - 1月 - パークフィールドみさとテラウエスト4街区1号館、4街区2号館、4街区3号館竣工。
  - 3月 - パークフィールドみさとテラウエスト3街区1号館、3街区2号館竣工。
  - 4月1日 - 三郷市立さつき小学校開校。
  - 11月22日 - 長崎屋が運営する「ラパーク三郷店」が開店。
- 2005年（平成17年）4月1日 - 三郷市立さつき小学校・三郷市立瑞沼小学校の2校の学校統合により、三郷市立瑞木小学校が開校。
- 2008年（平成20年）
  - 5月18日 - 「ラパーク三郷店」が閉店。
  - 6月27日 - 「ラパーク三郷店」がMEGAドン・キホーテ三郷店へ業態転換して開店。
  - 9月19日 - 地区計画を変更。

## 構成

### 東街区
- 1街区(C地区・商業施設)長崎屋（MEGAドン・キホーテ）
- 2街区(A地区・高層1～2号棟、クラブハウス3号棟)
- 3街区(A地区・高層1号棟、超高層2号棟)
- 4街区(A地区・高層1～2号棟)
- 5街区(A地区、一部B地区・高層1～2号棟)
- 6街区(B地区・教育施設（瑞木小学校、風の子園）・空き地)

### テラウエスト
- 1街区(一部C地区、D地区・駐車場棟、商業施設)
- 2街区(A地区・高層1～2号棟、シティフォーラム)
- 3街区(A地区・高層1～2号棟)
- 4街区(A地区・超高層1～2号棟、高層3号棟)
- 5街区(A地区・高層1～2号棟)
- 6街区(一部A地区、E地区、F地区・共同住宅、店舗、戸建住宅全9棟)

## 交通

### 鉄道
最寄り駅は武蔵野線新三郷駅であり、当地区から北に約1kmの位置にある。東に約2kmほどの位置に三郷駅があり、こちらも利用圏内にある。

### バス
地区内は東武バスセントラルの三08系統が終日循環しており、新三郷駅までは10分弱で連絡する。当地区の北側に隣接する、みさと団地二街区からは東武バスセントラルの金52系統が発着しており、武蔵野線三郷駅、つくばエクスプレス三郷中央駅を経由して常磐緩行線金町駅までを結ぶ。
また、マイスカイ交通が2021年に新三郷駅と地区内と三郷中央駅を結ぶバスを新設した。本数は、土休日運休で2時間に1本から2本運行している。
平日は以下のように終電後の深夜急行バスが充実している。
- JRバス関東 吉川・松伏号 - 東京駅から二街区降車又は一街区降車
- 東武バスイースト ミッドナイトアロー柏・我孫子 - 有楽町駅・上野駅から一街区降車
- 東武バスセントラル ミッドナイトアロー吉川・三郷・南流山 - 新越谷駅（南越谷駅）からイケア前降車

## 人口
- 総世帯数：2,800世帯 - 全戸数と総世帯数の相違は二世帯住宅が存在するため。
- 人口：7,824人
  - 男性：3,834人
  - 女性：3,999人

（2011年9月1日現在「統計みさと」より）

## 地域コミュニティー

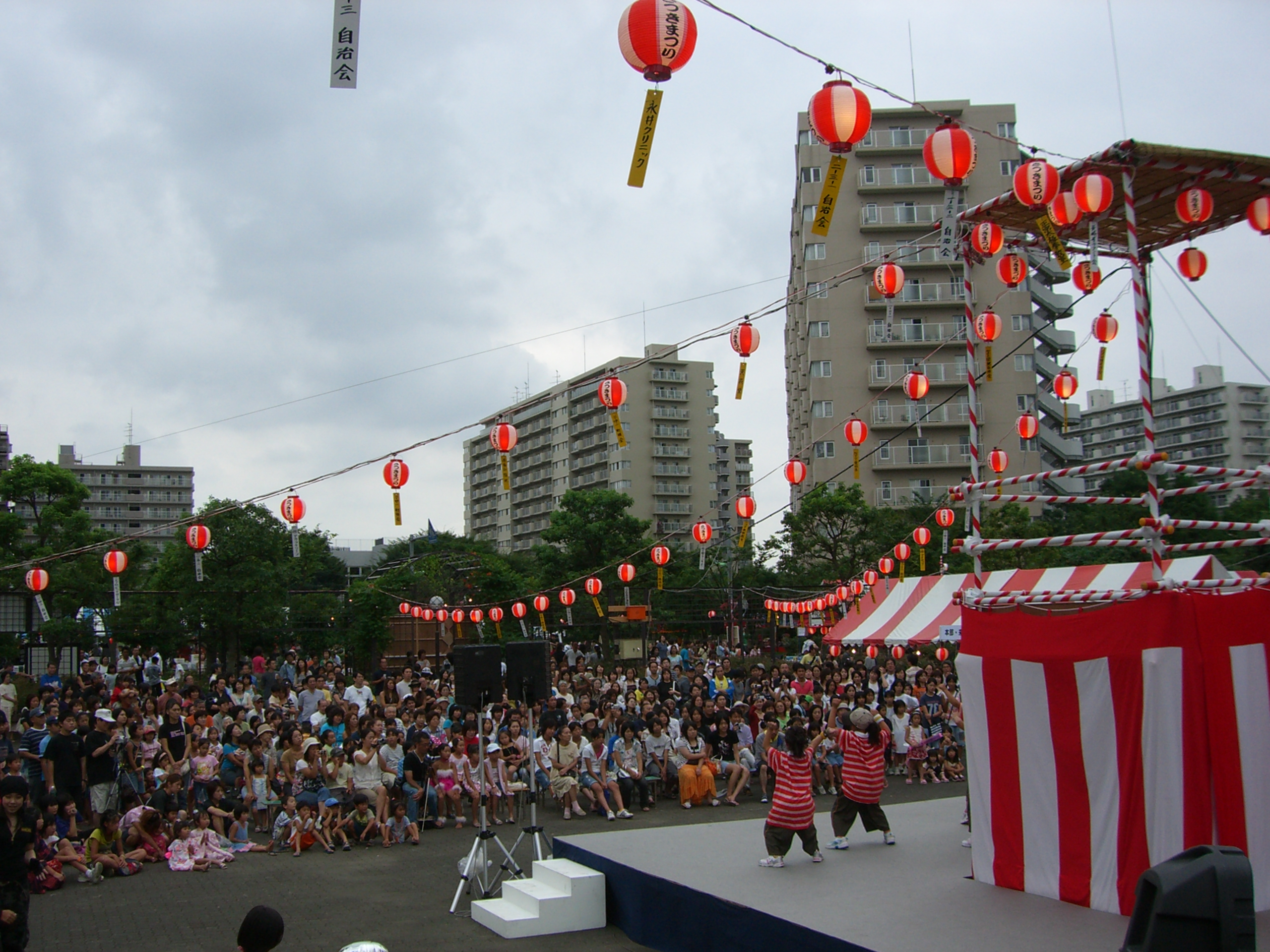
さつき祭りの模様

- 毎年8月の第4土曜日に、さつき祭りを開催している（2019年は、第24回さつき祭り）。
- 東街区にクラブハウス、テラウエストにコムステーションを有し、各種カルチャースクールなどが開催されている。
- 各管理組合との連携で、パークフィールドみさと管理組合連合会がある。
- 各棟が一 自治会（町会）で構成されている。
- 自治会（町会）の連携を図るため、｢自治会連絡会｣が毎月第一日曜日に開催。
- 各自治会（町会）の自主防災活動も盛んで、自主防災連絡会が3カ月に一度開催されている[4]。

## 学校

### 幼児教室
- 風の子園(1-6-2)（1992年（平成4年）1月より新園舎にて開園）

### 小学校
- 三郷市立瑞木小学校(1-6-1)（2005年（平成17年）4月開校　旧さつき小学校、旧学区1991年（平成3年）4月 - 2005年（平成17年）3月）

## 公共施設
- 三郷さつき郵便局(2-1-2-102)

## 金融機関
- 中央労働金庫(1-2-3) - パークフィールド三郷／ ATM
- みずほ銀行(1-1-1) - 新三郷出張所／ATM（MEGA　ドン・キホーテ1F）
- ゆうちょ銀行(2-1-2-102) - 三郷さつき郵便局／貯金窓口・ATM

## 商業施設
- MEGA ドン・キホーテ(1-1-1)
  - 宝くじ売場（ロト･ナンバーズ取扱いあり）(東側エントランス)
  - 熱血商店街（ご当地グルメなど9店舗）
  - 東日本住宅株式会社／新三郷営業所
  - アミューズメント - ぷれいらんど373
  - ペットショップ - ココ・ペッツタウン
  - クレープ - イタリアのクレープ屋さん 他
- セントラルフィットネスクラブ三郷(2-1-1)
- パークフィールドサービス(2-1-2-1F)
- マイヘアー美容室(2-6-1)

## 病院関係
- ラパーク三郷歯科(1-1-1-B1)
- 本間獣医科医院　MEGAドン・キホーテ三郷病院(1-1-1-1F)
- さつき内科(2-1-2-2F)
- 若松歯科医院(2-1-2-2F)
- サンメディック薬局（1-1-1）

## 近隣施設

### 学校
- 小学校
  - 三郷市立立花小学校（旧学区、1974年（昭和49年）4月開校）
  - （三郷市立瑞沼小学校（学区、1982年昭和57年4月　-　2005年平成17年3月）統廃合に伴い閉校）
- 中学校
  - 三郷市立瑞穂中学校（旧学区、1990年（平成2年）4月開校）
    - 主な卒業生：夏焼雅

  - 三郷市立彦成中学校（1975年（昭和50年）4月開校）
  - 三郷市立早稲田中学校 （1984年(昭和59年）4月開校）
    - 主な卒業生：髙橋萌木子
- 高等学校
  - 埼玉県立三郷工業技術高等学校（1985年（昭和60年）4月開校）
    - 主な卒業生:中澤佑二

  - 埼玉県立三郷北高等学校（1980年（昭和55年）4月開校）
- 特別支援学校
  - 埼玉県立三郷特別支援学校（ 旧埼玉県立三郷養護学校1979年（昭和54年）4月開校））

### 公共施設
- 三郷市立瑞沼市民センター
  - 2006年（平成18年）4月開所。旧三郷市立瑞沼小学校（1982年4月 - 2005年年3月）。学校統廃合に伴い開設。
- 三郷市消防本部北分署
- 新三郷浄水場（災害時給水設備あり）
- 三郷市役所みさと団地出張所
- 三郷市立北部図書館
- 三郷市立北公民館・児童館
- 吉川警察署新三郷駅前交番
- みさと団地防犯ステーション
  - 交番の新三郷駅前への移転に伴い、パトロールステーションとして開設。
- 三郷早稲田民間交番

### 金融機関
- 埼玉りそな銀行 - 三郷支店／みさと団地出張所

### 商業施設
- IKEA
- ららぽーと新三郷
  - イトーヨーカ堂食品館
- コストコ
- ピアラシティ
- セブンイレブン三郷駒形店
- ENEOS草加流山線三郷ステーション
- ドラッグストアセキ
- 天然温泉めぐみの湯
- 湯けむり横丁

### 病院関係
- たにぐちファミリークリニック
- 永井ウィメンズホスピタル（産科・婦人科）
- 長村皮膚科クリニック
- 新三郷中央歯科医院
- ブリストデンタルクリニック
- みさと団地中央診療所
- たまき内科胃腸科診療所
- 三愛会総合病院

### その他
- アクティオ（レンタル建機、三郷市との災害協定先）[5]